# Агнеса
Агне́с, Агнеса, або Аґнеса (лат. Agnes) — жіноче особове ім'я. Походить з грецької мови: Агнес (грец. Ἁγνὴ, hagnē, «чиста, свята»). Поширене у християнських країнах завдяки святій Агнесі. Інші форми — Інес (Іспанія, Португалія, Франція), Аґнесе (Італія), Аґнеш (Угорщина).

## Відомі носійки
- Свята Агнеса — римська мучениця.
- Агнес — київська князівна, королева Франції.
- Агнеса Австрійська — королева Угорщини, герцогиня Каринтії.
- Агнеса Аквітанська — арагонська інфанта.
- Агнеса Антіохійська — антіохійська князівна.
- Агнеса Ангальт-Дессау — принцеса Ангальт-Дессау.
- Агнес Бальтса — грецька оперна співачка.
- Агнес Блок — нідерландська меннонітка, колекціонерка й садівниця.
- Агнеса Богемська — богемська принцеса, свята.
- Агнес Бургундська — герцогиня Аквітанська та графиня Анжуйська.
- Агнес Бургундська — герцогиня де Бурбон.
- Агнеш Валькаї — угорська ватерполістка.
- Агнес Верґеланн — американська історикиня.
- Агнеса Вюртемберзька — вюртемберзька принцеса.
- Агнеса Гамбуг — українська медикиня.
- Агнеш Гергей — угорська письменниця, журналістка та перекладачка.
- Агнеса Гогенлое-Лангенбурзька — німецька принцеса.
- Агнес Готот — англійська шляхтанка.
- Агнеш Граніцкі — угорський режисер.
- Агнес Гусслайн — австрійська історикиня мистецтва.
- Аґнес Ґее — угорська тенісистка.
- Аґнес Джереті — американська плавчиня.
- Агнес Дріскол — американський криптограф.
- Агнеса Дюрер — дружина Альбрехта Дюрера.
- Агнес Ейрс — американська акторка.
- Агнеса Естергазі — австрійська акторка.
- Агнес Карлссон — шведська співачка.
- Агнес Квірк — американський ботанік.
- Агнеш Келеті — угорська гімнастка.
- Агнес Мері Клерк — британська астрономка.
- Агнес Кнохенгауер — шведська керлінгістка.
- Агнеш Ковач — угорська плавчиня.
- Аґнес фон Крусеншерна — шведська письменниця.
- Агнес де Куртене — королева-консорт Єрусалиму.
- Агнес фон Куровському — американська медсестра.
- Агнес Мартін — канадсько-американська художниця.
- Агнеса Моніка — індонезійська співачка і художниця.
- Агнеса з Монтепульчано — католицька свята, домініканська черниця.
- Аґнес Мортон — британська тенісистка.
- Агнес Мургед — американська акторка.
- Агнес Мусасе — замбійська футболістка.
- Агнеш Мутіна — угорська плавчиня.
- Агнеш Немеш Надь — поетка.
- Агнес Обель — данська співачка.
- Агнес Покельс — німецька фізикиня та хімикиня.
- Агнеш Прімас — угорська ватерполістка.
- Агнеса де Пуатьє — імператриця Священної Римської імперії (1055—1061).
- Агнес Робертсон Арбер — британська ботанікиня.
- Агнеш Савай — угорська тенісистка.
- Агнеш Сатмарі — румунська тенісистка.
- Агнес Смедлі — американська письменниця.
- Агнеса Сорель — фаворитка французьких королів.
- Агнеса Стадниченко — українська біологиня.
- Аґнес Такі — британська тенісистка.
- Агнес Джебет Тіроп — кенійська бігунка.
- Агнеса Фаллада-Шквор — українська арфістка, піаністка.
- Агнеса Французька — французька принцеса.
- Агнеса Чеська Пшемислівна — австрійська герцогиня, королівна Чехії.

- Міхрішах Султан — османська султанка, уроджена Агнес (в шлюбі з Мустафою III).

## Топоніми
- Гора Агнес — пагорб на Місяці.

## Інше
- Агонії Агнеси — американська комедія.
- Agnes Blaikie — вітрильний торговий барк.
- Агнес Скіннер — персонажка «Сімпсонів».